# (886) Washingtonia
(886) Washingtonia ist ein Asteroid des Hauptgürtels. Er wurde am 16. November 1917 von dem US-amerikanischen Astronomen George Henry Peters entdeckt und unabhängig davon vier Tage zuvor durch Margaret Harwood.
Benannt ist der Asteroid nach dem US-amerikanischen Präsidenten George Washington.